# والتر ناش
السير والتر ناش (بالإنجليزية: Walter Nash)‏ (12 فبراير 1882 – 4 يونيو 1968) هو سياسي من نيوزيلندا ومولود في بريطانيا، شغل منصب رئيس الوزراء السابع والعشرين في حكومة حزب العمال الثانية من 1957 إلى 1960.
وُلد ناش في كيدرمينستر بإنجلترا، ويُعدّ أحدث رئيس وزراء لنيوزيلندا وُلد خارج البلاد. وصل إلى نيوزيلندا عام 1909، وسرعان ما انضم إلى حزب العمال الأصلي، وأصبح عضوًا في الجهاز التنفيذي للحزب في عام 1919. انتُخب ناش عضوًا برلمانيًا في انتخابات هوت التكميلية لعام 1929، ومثّل الجناح المعتدل لحزب العمال. عُيّن وزيرًا للمالية في عام 1935، وقاد برنامج التعافي الاقتصادي لحكومة حزب العمال الأولى خلال فترة الكساد الكبير، ثم وجّه الضوابط الحكومية في زمن الحرب. خلف ناش بيتر فريزر في منصب زعيم حزب العمال وزعيم المعارضة عام 1951.
فاز حزب العمال بفارق ضئيل في انتخابات عام 1957، وأصبح ناش رئيسًا للوزراء. استجابة لأزمة ميزان المدفوعات، رفعت «الميزانية السوداء» لحكومة العمل الثانية في عام 1958 الضرائب على الكماليات مثل البيرة والتبغ. أسهم العداء الشعبي تجاه الميزانية في هزيمة حزب العمال الفادحة في انتخابات عام 1960. ترك ناش منصبه عن عمر يناهز 78 عامًا، ويُعدّ حتى الآن رئيس وزراء نيوزيلندا الأكبر سنًا.

## حياته الباكرة
وُلد ناش لأسرة فقيرة في كيدرمينستر، بلدة في مقاطعة ورشستر الإنجليزية، وكان والده مدمنًا على الكحول. حقق ناش نتائج جيدة في المدرسة وحصل على منحة دراسية في مدرسة الملك تشارلز الأول الثانوية، لكن التكاليف الإضافية المرتبطة بالحضور حرمته من القبول. عمل ناش بصفة كاتب في البداية مع أحد المحامين في كيدرمينستر، ثم في مصنع بالقرب من برمنغهام.
في 16 يونيو 1906، تزوج ناش من لوتي ماي إيتون (17 مارس 1880 -12 ديسمبر 1961) وافتتح متجرًا. زاد نشاطه بصورة ملحوظة في مجتمعه، إذ اشترك في عدد كبير من الجمعيات والأندية، والتحق بمدرسة ليلية لمواصلة تعليمه. بدأت المشكلات باعتراض طريقه بحلول عام 1908؛ أصاب المرض زوجته وابنه، وتوفيت ابنته عند الولادة، إضافةً إلى الأضرار الجسيمة التي لحقت بأعماله التجارية بسبب الركود الاقتصادي في العام التالي. قررت الأسرة مغادرة إنجلترا، واختارت نيوزيلندا وجهةً لها.
أصبح ناش سكرتيرًا لخياط محلي بعد وصوله إلى ويلينغتون في مايو 1909. أنجبت زوجته ولدين آخرين. بدأت معتقدات ناش الدينية والسياسية أيضًا بالتبلور في هذه المرحلة، مع انصهار الإيمان المسيحي القوي الذي أخذه من والدته مع الإيمان المتنامي بالاشتراكية. بقي ناش «اشتراكيًا مسيحيًا» حتى وفاته، معتقدًا أن المكونين لا ينفصلان. تأثرت آرائه السياسية بصداقته مع الاشتراكيين البارزين في نيوزيلندا مثل مايكل جوزيف سافاج وبوب سمبل وهاري هولاند. أصبح ناش أيضًا من أنصار السلمية الملتزمين.
على أي حال، ساءت أحوال ناش المالية مع تراجع أعمال شركة الخياط التي عمل بها (والتي كان شريكًا فيها). انتقل ناش وعائلته إلى بالميرستون نورث حيث عمِل كبائع لصالح أحد تجار الصوف والقماش. أسس لاحقًا شركة خياطة في نيو بلايموث مع بيل بيسلي، خياط من ستراتفورد، لكنها لم تحقق النجاح التجاري المنشود.

## روابط خارجية
- والتر ناش على موقع الموسوعة البريطانية (الإنجليزية)
- والتر ناش على موقع مونزينجر (الألمانية)
- والتر ناش على موقع إن إن دي بي (الإنجليزية)